# Tom McArthur
Tom McArthur, właśc. Thomas Burns McArthur (ur. 1938 w Glasgow, zm. 2020) – brytyjski językoznawca i publicysta. Był autorem podręczników i słowników do nauki języka angielskiego. Redagował czasopismo „English Today”.
Objął redakcją dwa słowniki języka angielskiego: Dictionary of English Phrasal Verbs and their Idioms (1974) oraz Longman Lexicon of Contemporary English (1981) oraz napisał szereg publikacji z zakresu leksykografii. Publikował także na temat hinduizmu.

## Wybrana twórczość
- Dictionary of English Phrasal Verbs and their Idioms (1974)
- Longman Lexicon of Contemporary English (1981)
- Worlds of Reference: Lexicography, Learning and Language from the Clay Tablet to the Computer (1986)
- The Oxford Companion to the English Language (1992)
- Living Words: Language, Lexicography and the Knowledge Revolution (1998)
- Lexicography in Asia (1998)